# Anthrenoides alvarengai
Anthrenoides alvarengai är en biart som beskrevs av Urban 2007. Anthrenoides alvarengai ingår i släktet Anthrenoides och familjen grävbin. Inga underarter finns listade i Catalogue of Life.